# Benzin za čišćenje
Benzin za čišćenje je derivat petroleja, koji se koristi kao otapalo i za čišćenje masnih mrlja. U Ujedinjenom Kraljevstvu koristi se naziv white spirit, u Kanadi mineral turpentine, u Australiji i Novom Zelandu white gas, a u Njemačkoj testbenzin. Mješavina je alifatskih i alicikličkih ugljikovodika, te ugljikovodika otvorenog lanca.

## Uporaba
U industriji se koristi za čišćenje i odmašćivanje alatnih strojeva i dijelova, a u kombinaciji s uljem za rezanje kao mazivo za rezanje navoja.
Obično se koristi kao sredstvo za razrjeđivanje boja za četke za čišćenje na bazi ulja i čišćenje, te kao organsko otapalo u drugim primjenama. Kemijski se jako razlikuje od terpentina koji se uglavnom sastoji od pinena i ima lošija svojstva otapala. Umjetnici ga koriste kao alternativu terpentinu jer je manje zapaljiv i manje toksičan. 
Ima karakterističan neugodan miris nalik kerozinu. Proizvođači kemikalija razvili su verziju sa slabijim mirisom, koja sadrži manje hlapljivih ugljikovodika, dodatno rafinirani bez otrovnih aromatskih spojeva. Preporučuju se za primjenu gdje ljudi imaju prisan kontakt s otapalom.
Kod sitotiska se često koristi za čišćenje i odčepljivanje sita nakon tiskanja tekstilnim i plastisolskim bojama na bazi ulja. Također se koristi za boje koje se koriste u izradi monotipija.
Često se koristi unutar kompasa i mjerača napunjenih tekućinom. 
Iako se obično ne prodaje kao gorivo, može upotrijebiti kao alternativa kerozinu u prijenosnim štednjacima.
Glavni je sastojak nekih popularnih automobilskih aditiva za gorivo / ulje, kao što je Marvel Mystery Oil, jer je sposoban za otapanje lakova i taloga.

## Vanjske poveznice
- ICPS safety sheet White Spirit (Stoddard Solvent)